# Tempel van Ramses III

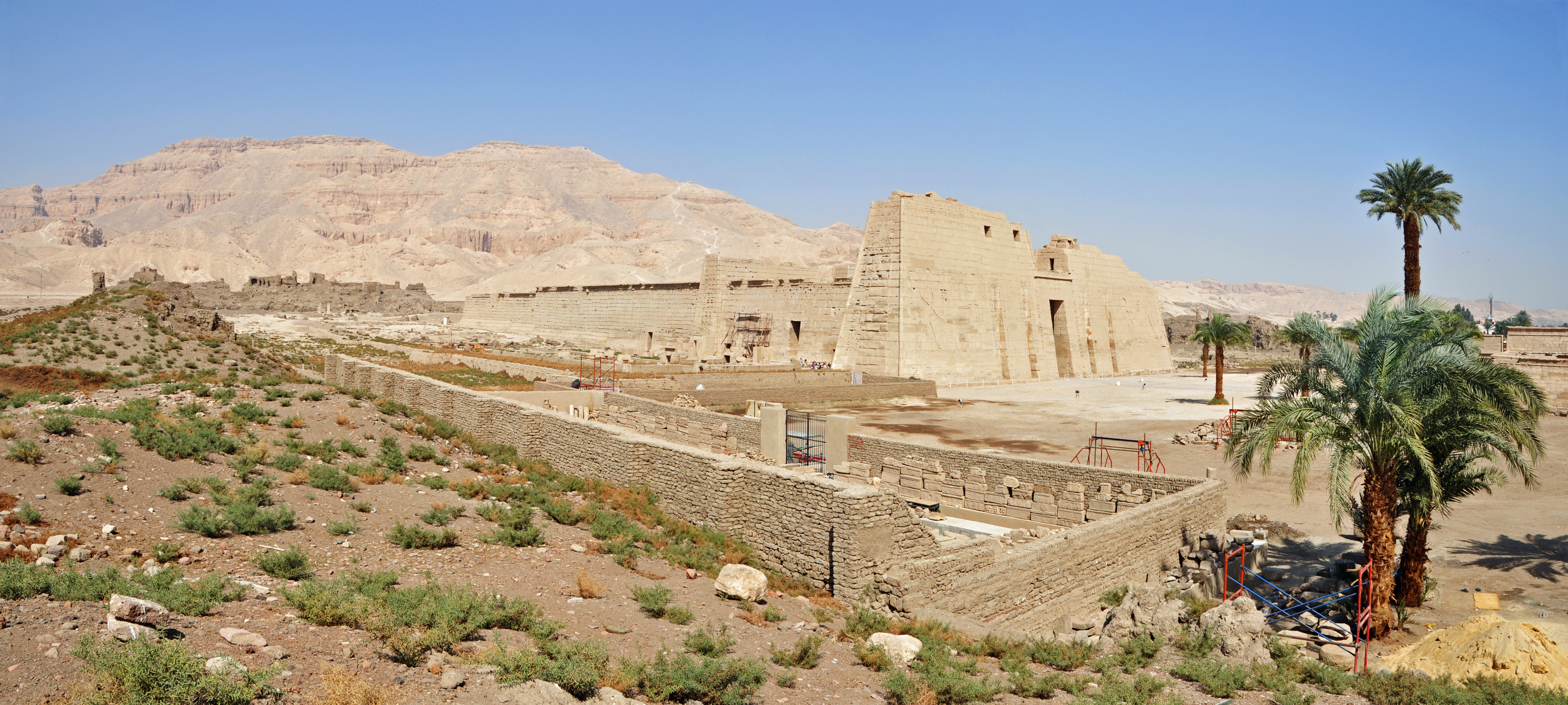
Tempel van Medinet Haboe: algemeen overzicht vanuit het zuiden

De Tempel van Ramses III te Medinet Haboe, was een 'kasteel van miljoenen jaren'. Dit is een tempel die diende voor de cultus van de farao en de god Amon. De tempel is dus vergelijkbaar met het Ramesseum van Ramses II. Deze van Medinet Haboe wordt echter beschouwd als een van de best bewaarde Egyptische tempels.

## Geschiedenis van de tempel
De tempel werd gebouwd door Ramses III en is het laatste 'kasteel van miljoenen jaren' dat gebouwd is. De tempel diende voor de cultus en het bijliggend paleis was enkel voor ceremoniële diensten. De tempel werd ook nog gebruikt in de 21e dynastie. In de tempel bevond zich later een Koptische kerk, maar deze is nu verdwenen.
De eerste opgravingen gebeurden in de 19e eeuw, maar het Oriental Institute van Chicago heeft in 1924 een grondige studie gemaakt en daarbij vooral aandacht geschonken aan het epigrafische aspect.

## Architectuur
De eerste pyloon van de tempel is goed bewaard en geeft een mooi beeld van de veldslag die Ramses III heeft gewonnen tegen de Zeevolken. De tempel is omgeven door een muur van 18 meter. Als je door de pyloon gaat kom je op de eerste binnenplaats, waar er (tegen de zuilen rechts) een reeks beelden van de farao staat. De tweede pyloon geeft toegang tot de tweede binnenplaats. Op het einde daarvan leidt een flauwe helling met zestien treden naar een porticus met een dubbele rij pijlers, waarvan de tweede rij papyrusvormig is. Via een doorgang betreedt men vervolgens de eerste of grote zuilenzaal (hypostyle zaal), met zijkapellen aan weerszijden. Deze zaal is niet meer overdekt en van de 24 zuilen zijn alleen korte stompen overgebleven. Via de restanten van een tweede en derde zuilenzaal bereikt men ten slotte de plek waar zich het allerheiligste bevond.

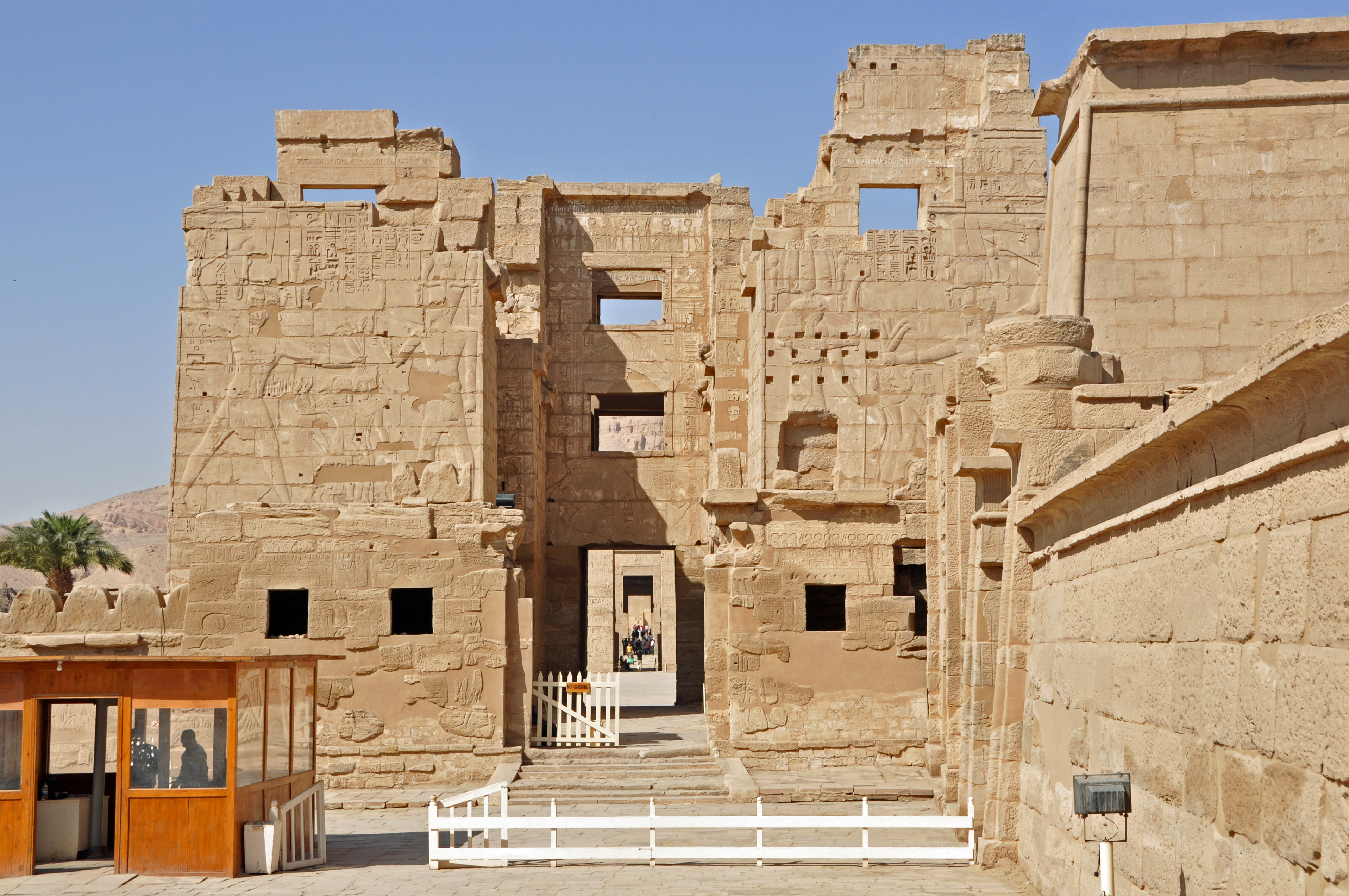
Ingang van het tempelcomplex of Migdol
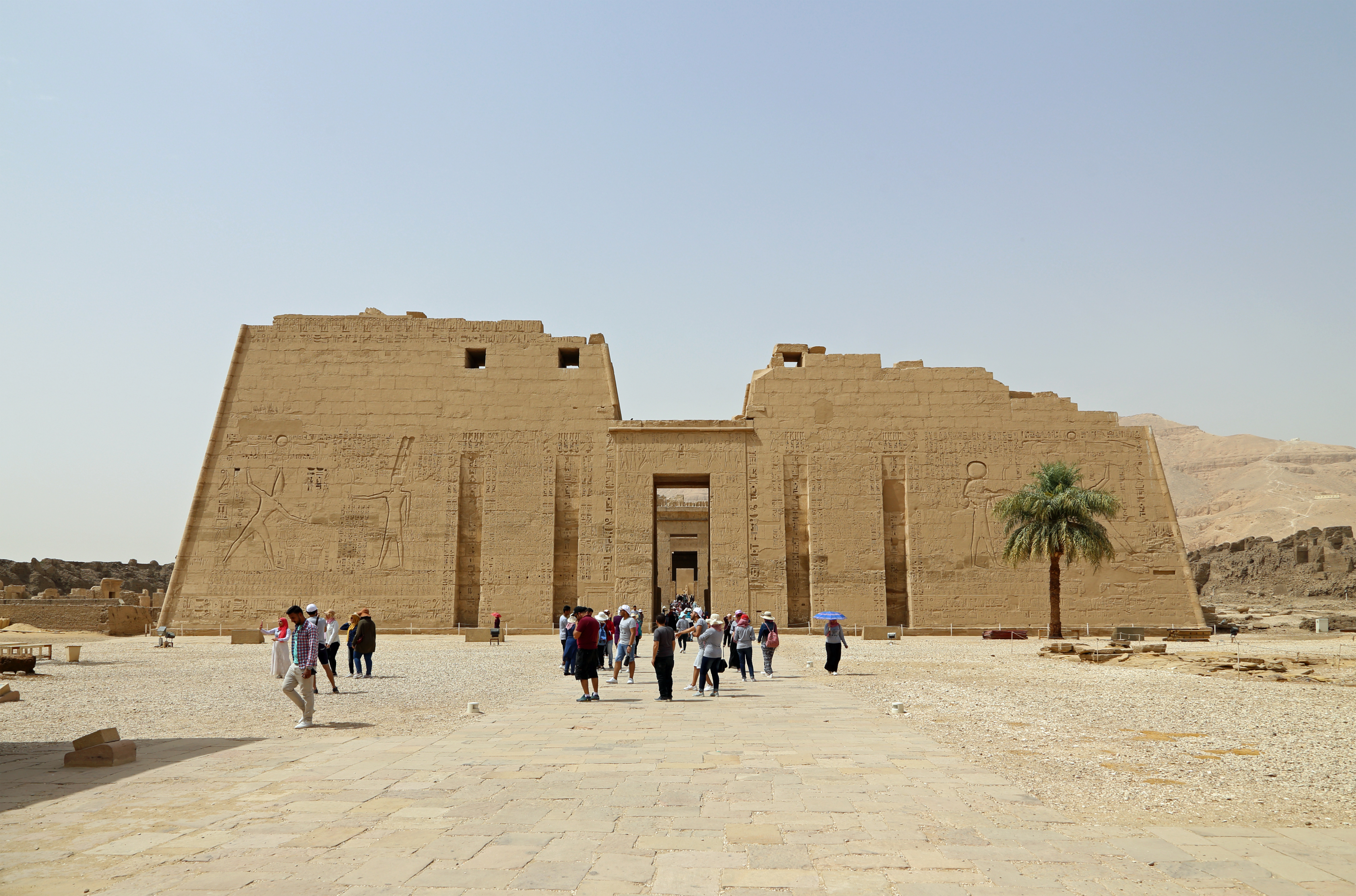
Eerste pyloon
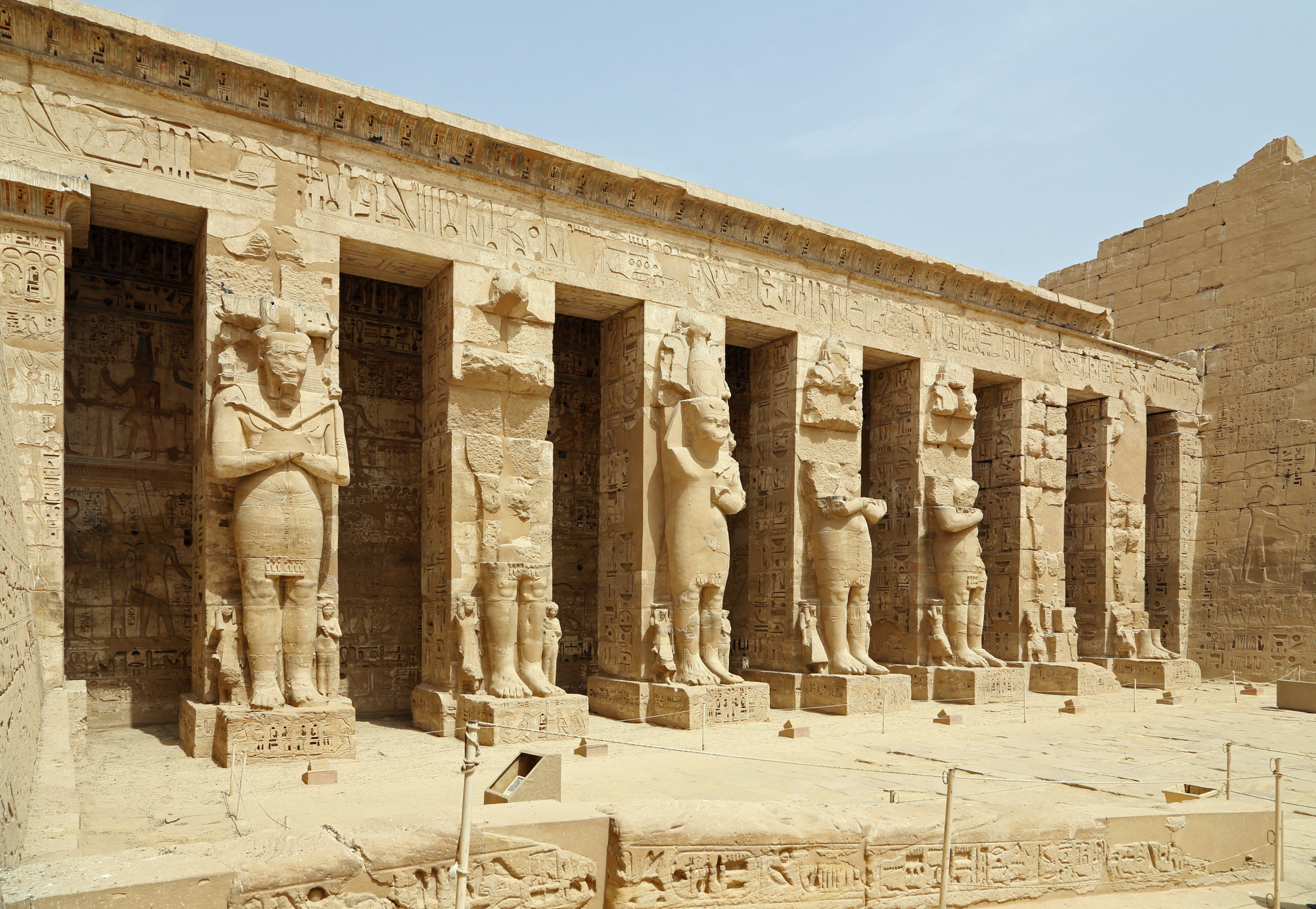
Eerste binnenplaats, met rij beelden van Ramses III
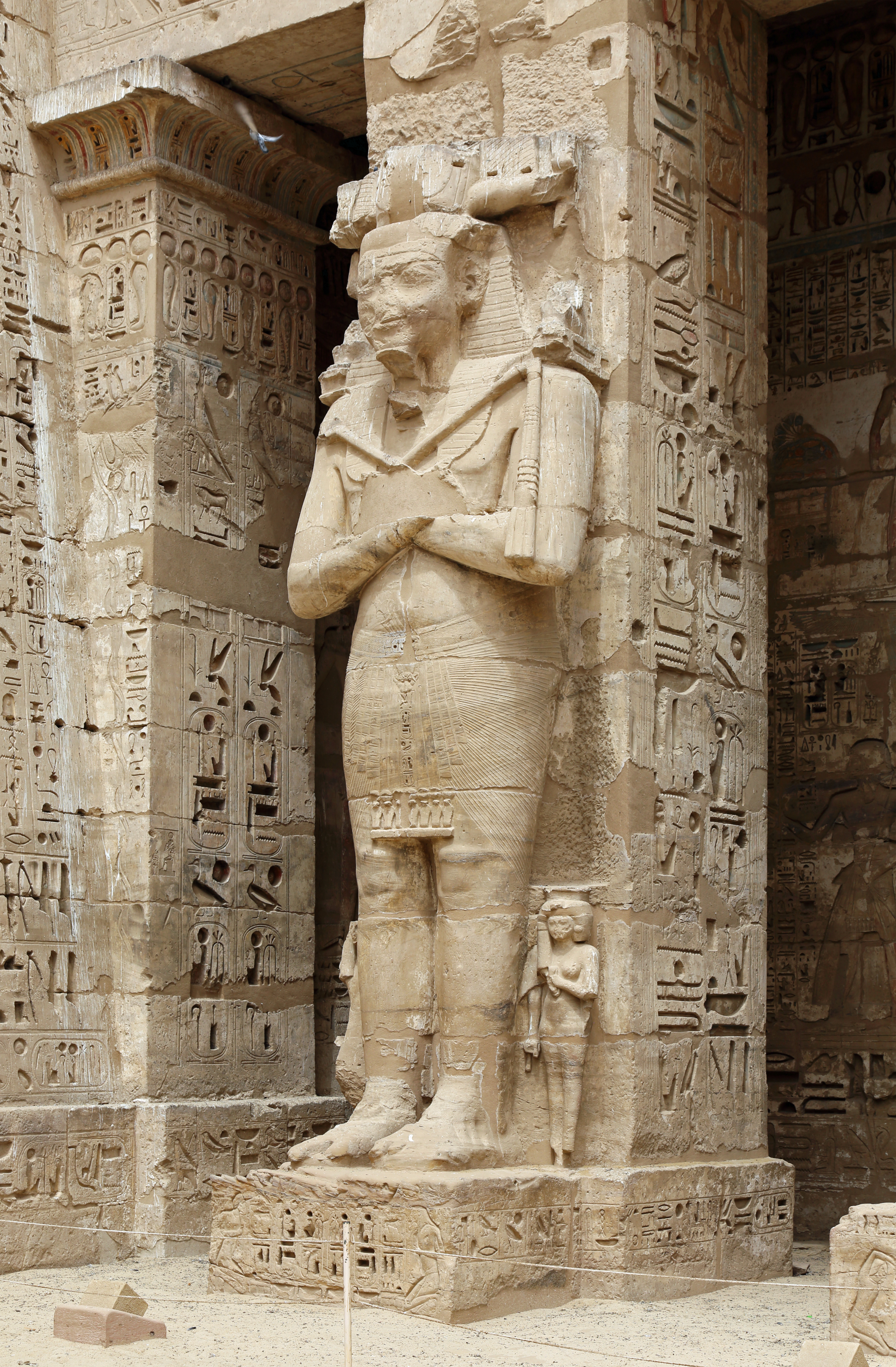
Beeld van Ramses III
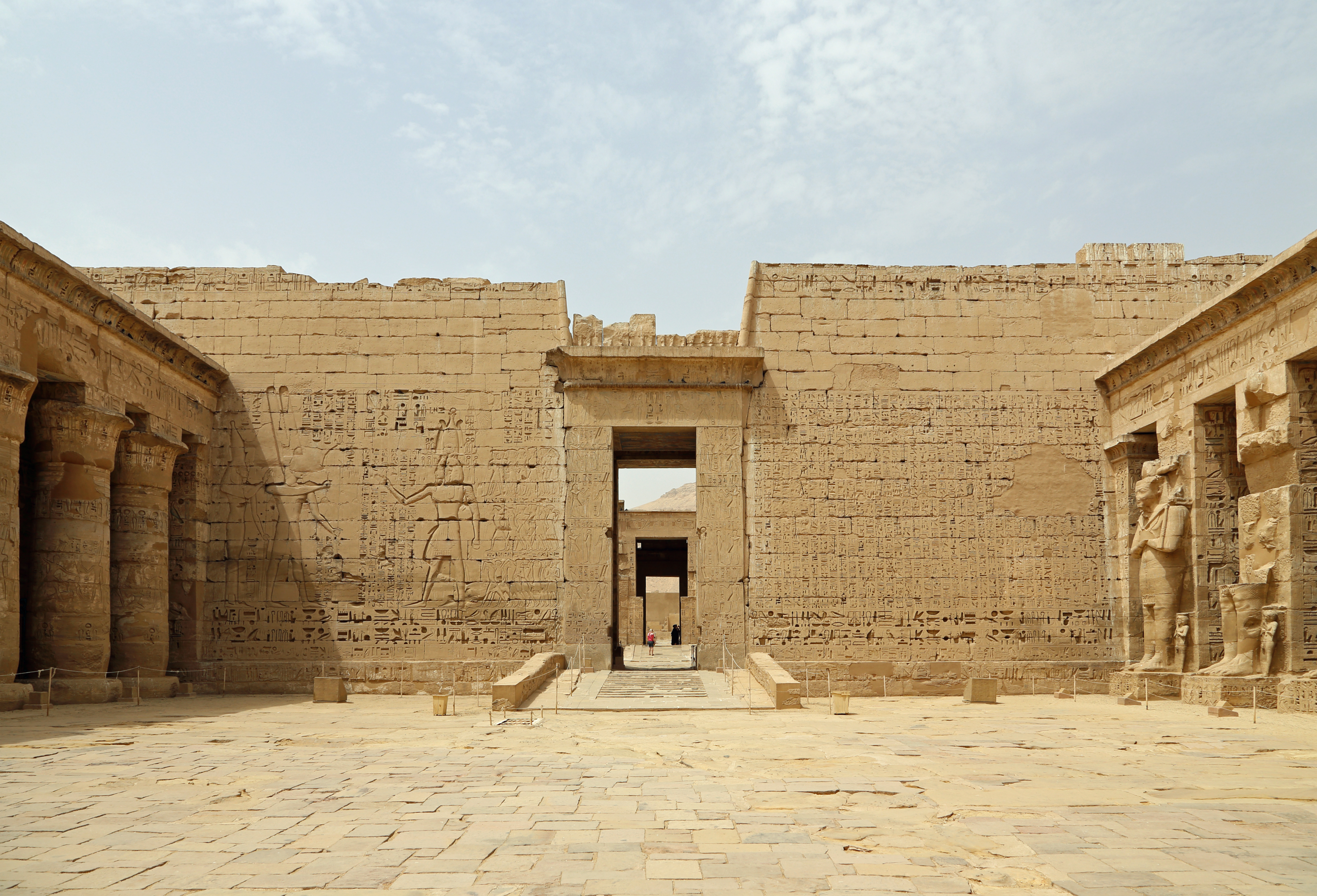
Eerste binnenplaats en tweede pyloon
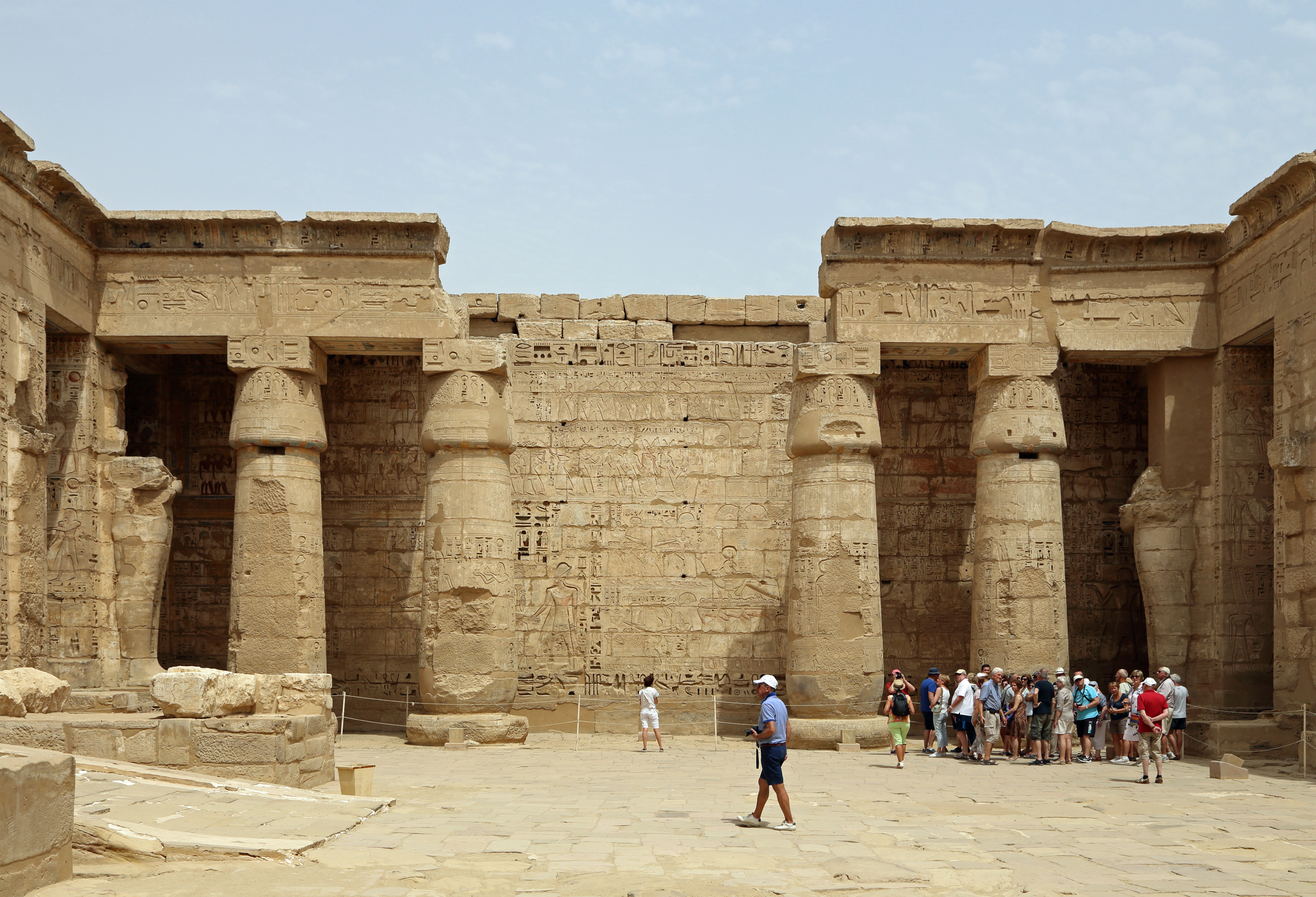
Tweede binnenplaats: NO zijde
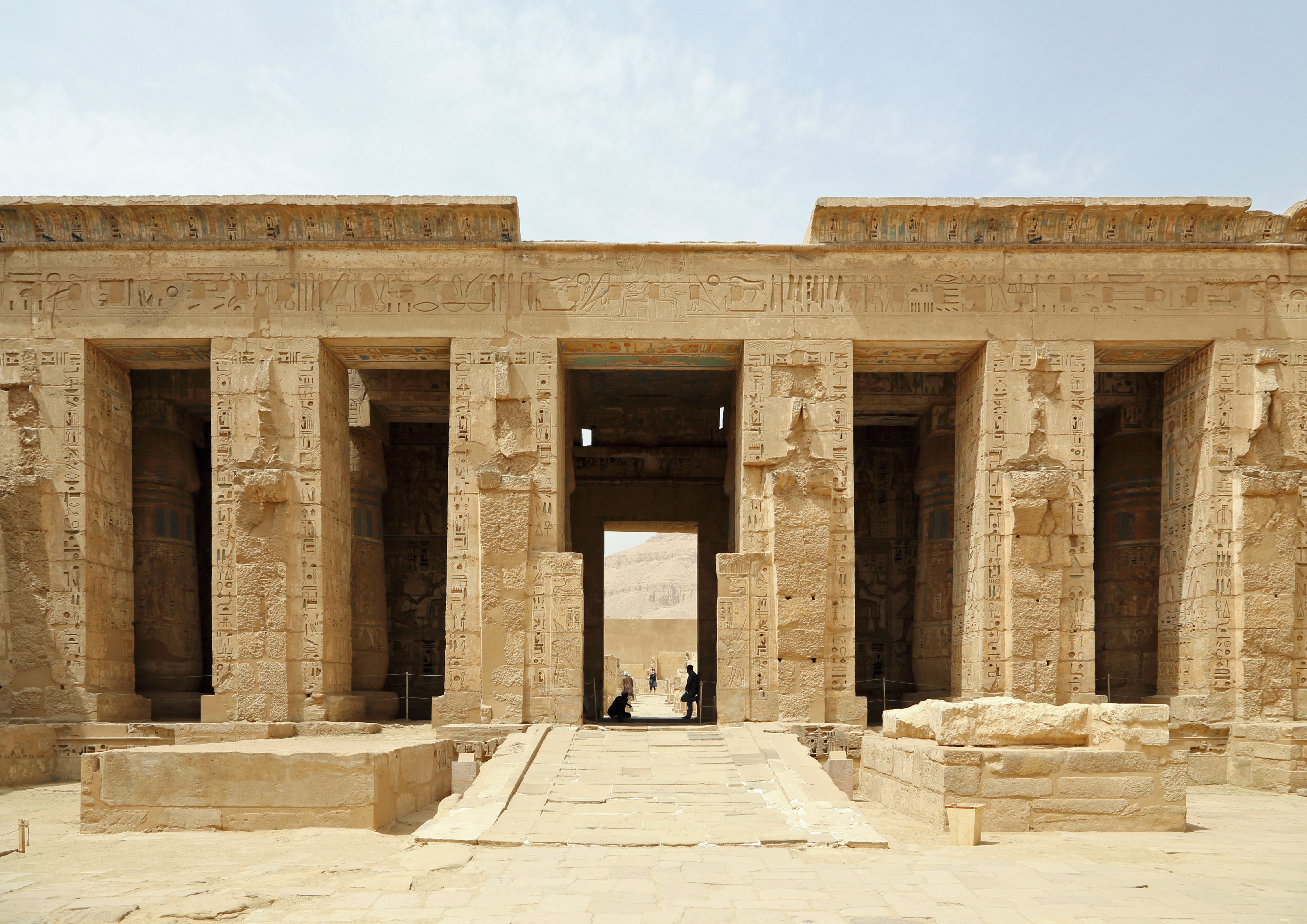
Tweede binnenplaats, met porticus aan NW zijde
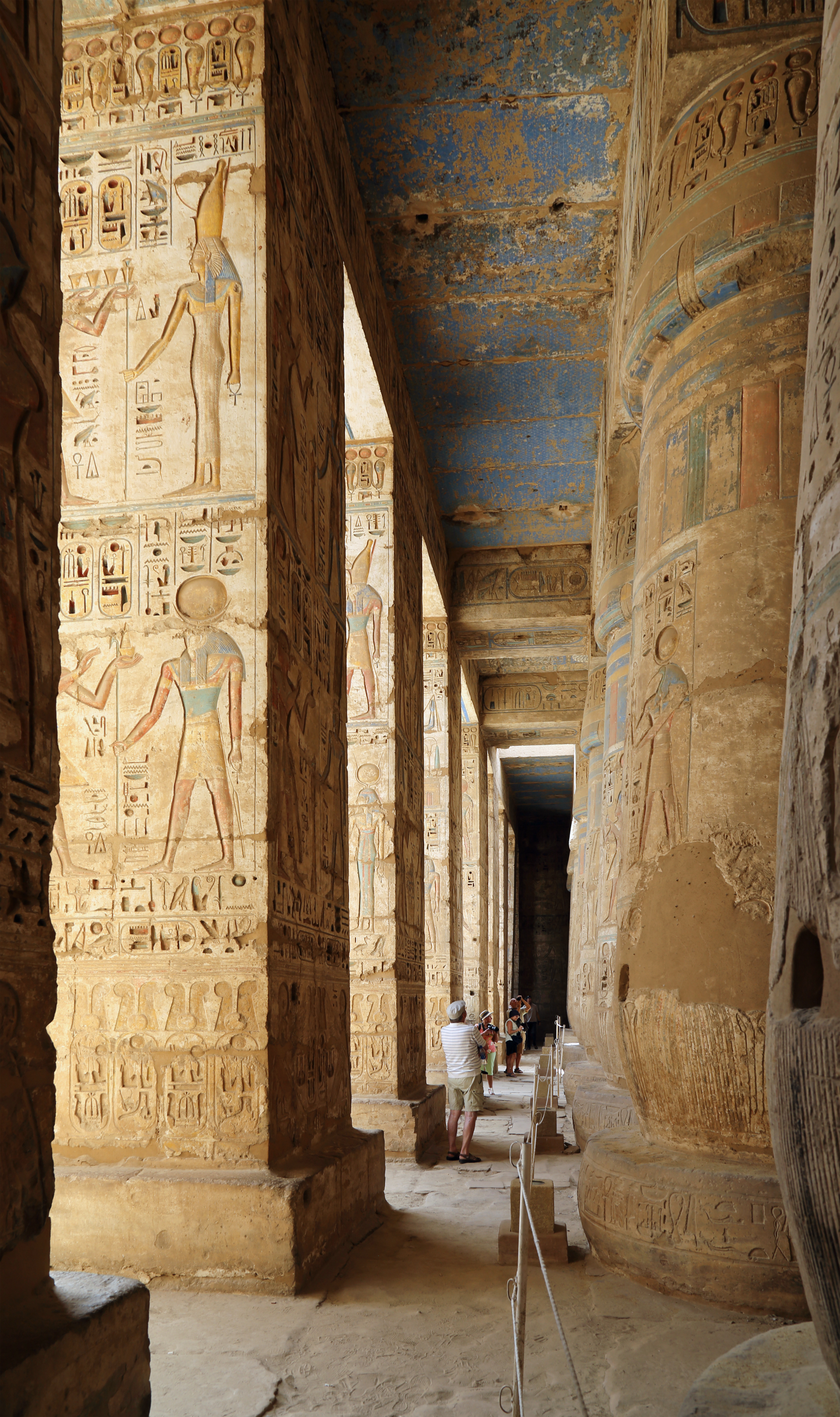
Porticus: binnenzicht
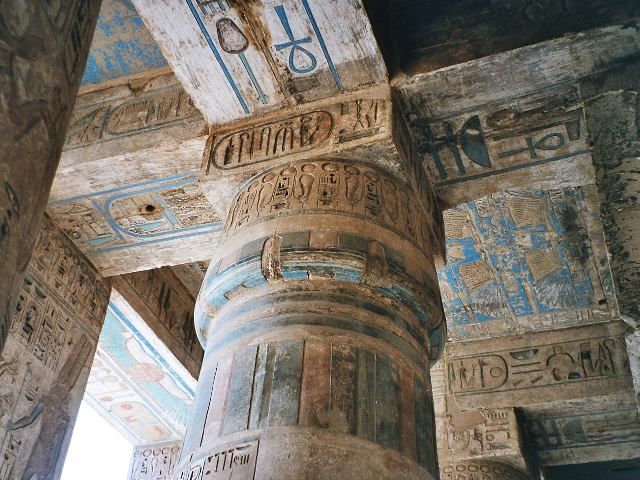
Porticus: detail versiering
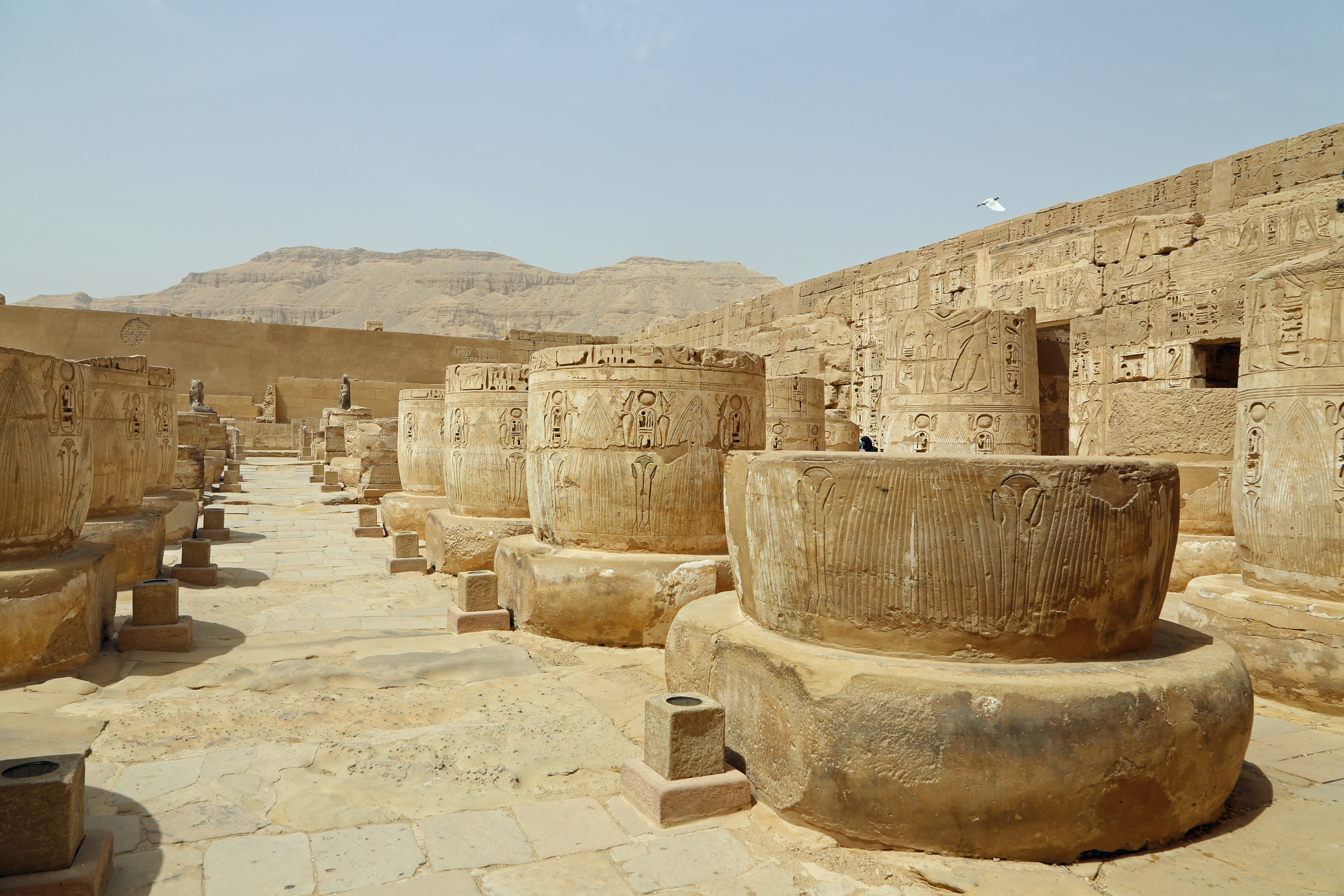
Eerste of grote hypostyle zaal
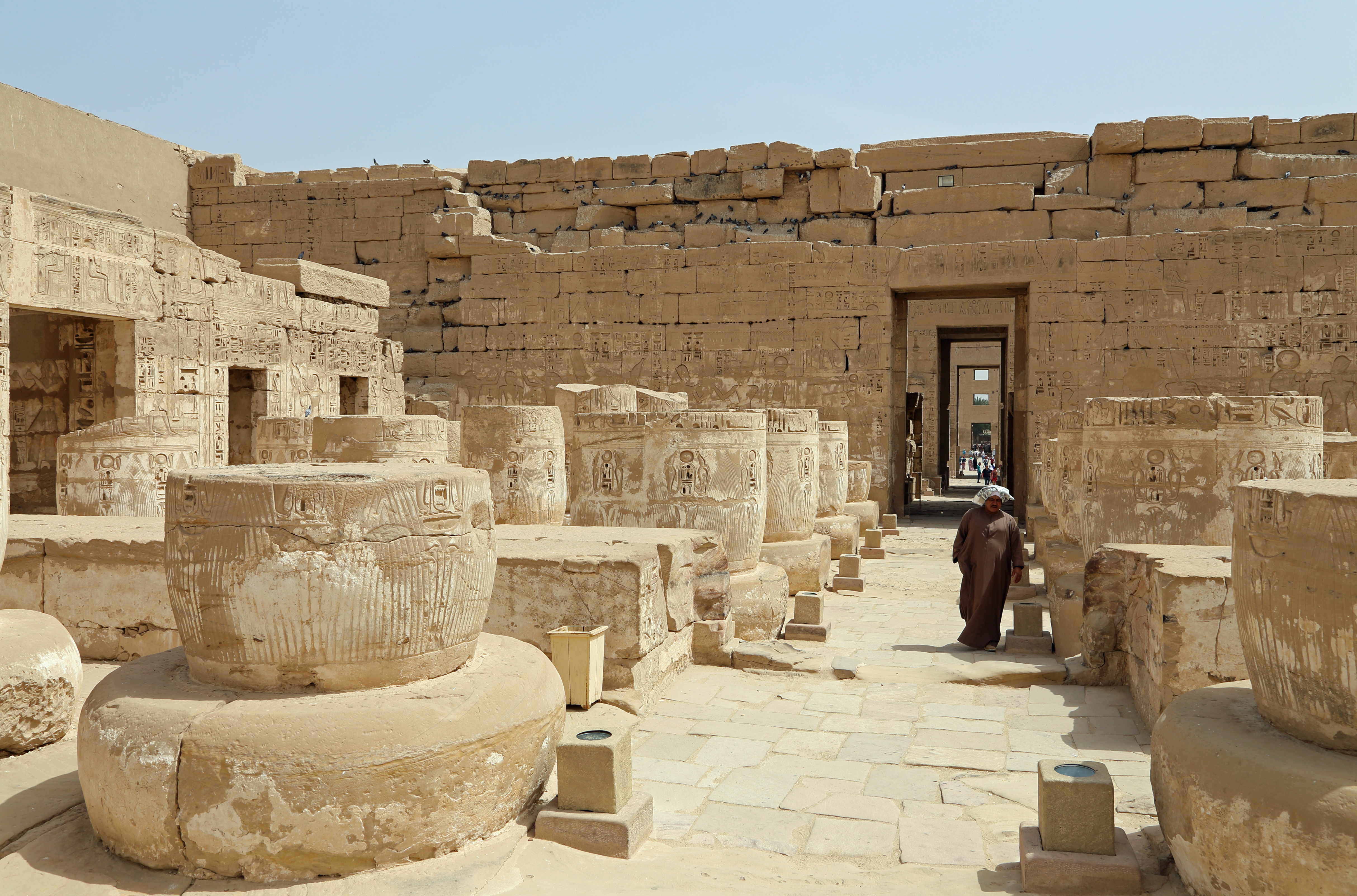
Tweede (voorgrond) en eerste hypostyle zaal
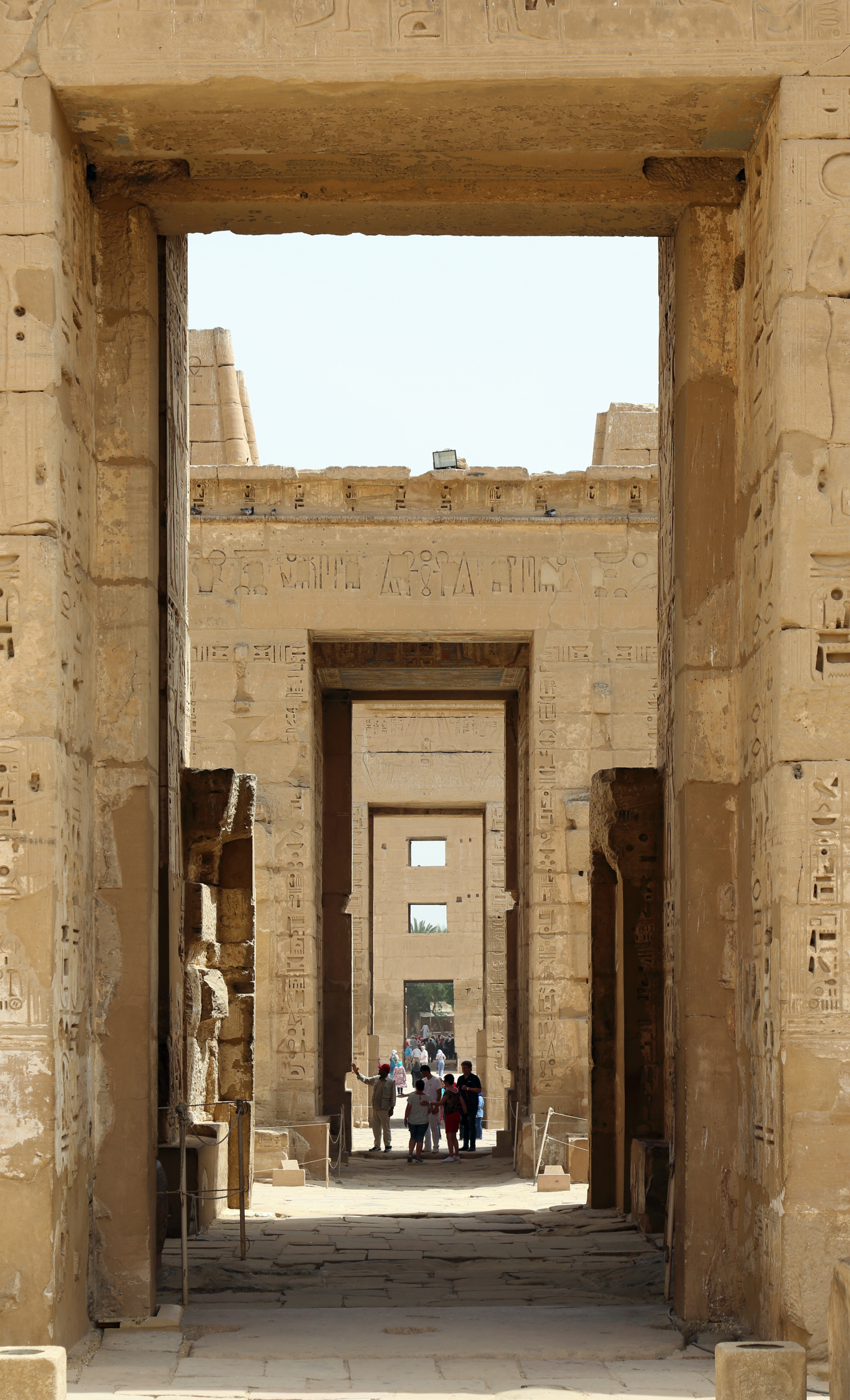
Doorkijk in ZO richting

## Paleis
Links van het eerste hof en buiten de muur van de tempel lag het paleis van Ramses III. Het paleis was echter te klein om als echt paleis te zijn gebruikt en diende veeleer voor ceremoniële doeleinden. In de 20e dynastie van Egypte hebben de priester-koningen het echter wel gebruikt als paleis.

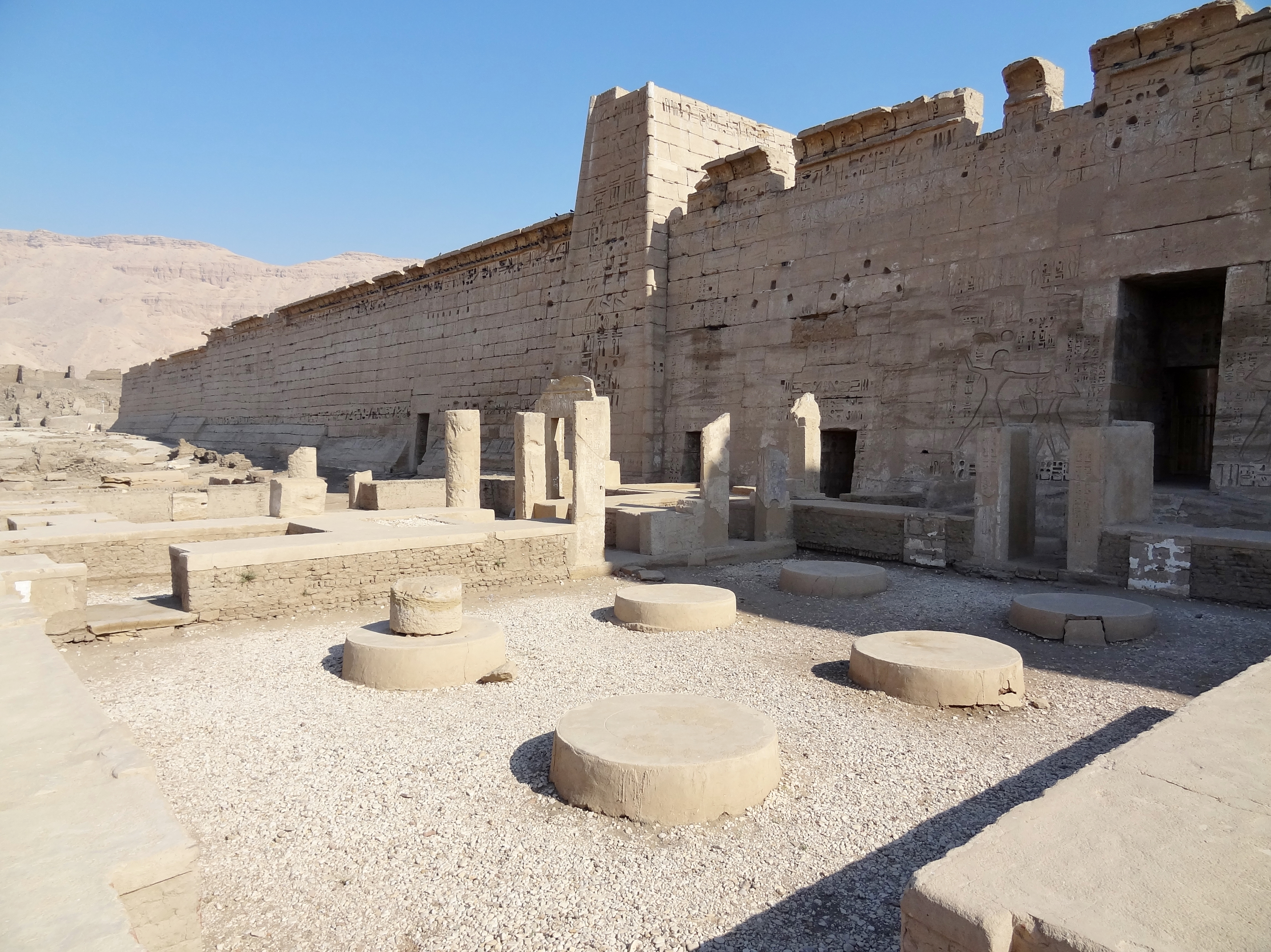
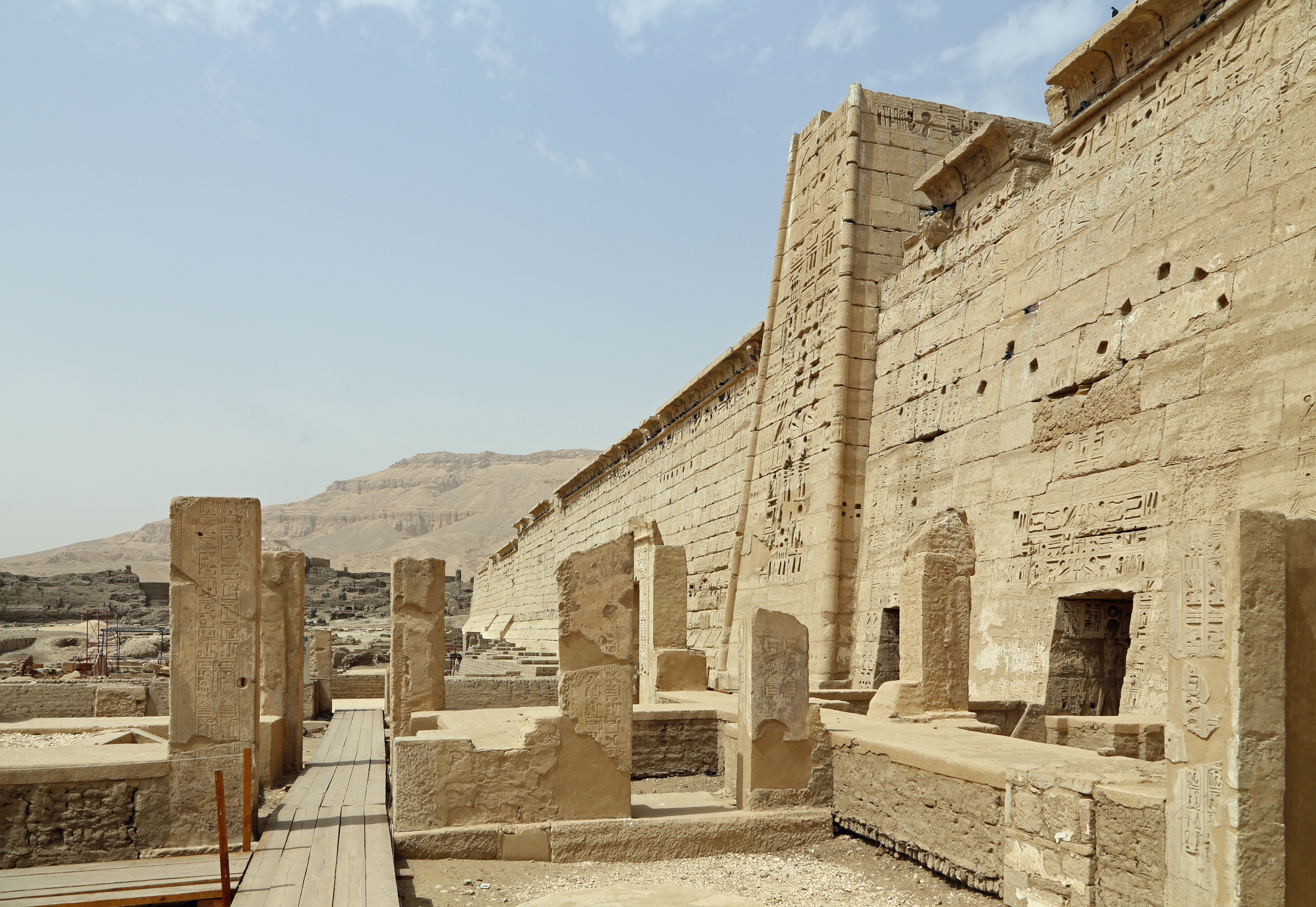
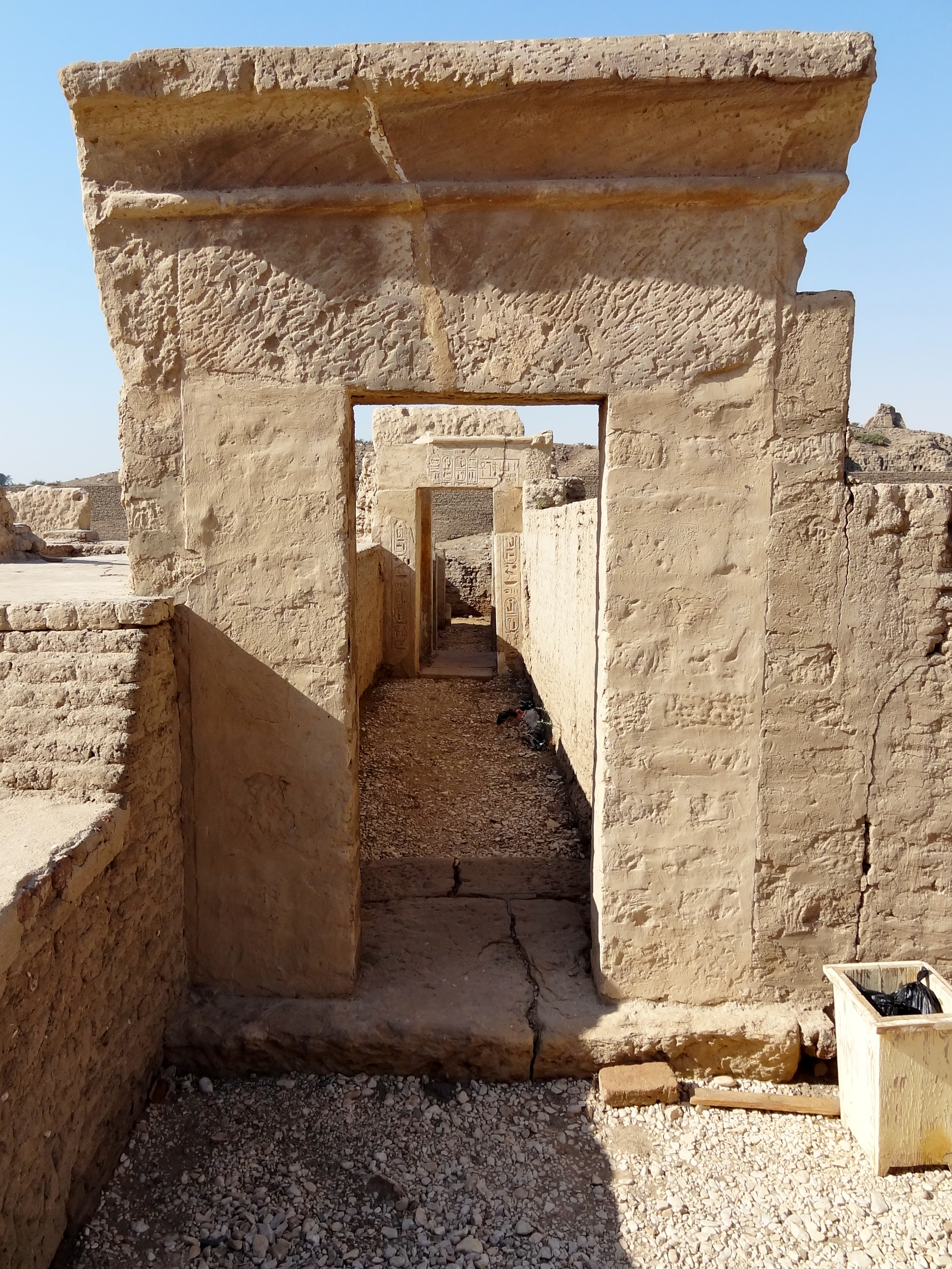

## Grafkapellen
Tijdens de 25e dynastie en de 26e dynastie van Egypte werden ten zuiden van de tempel grafkapellen opgericht, bestemd voor priesteressen die deel uitmaakten van de koninklijke familie.